# Михайлов, Николай Николаевич
Николай Николаевич Миха́йлов (1905—1982) — русский советский прозаик, автор путевых очерков, географ. Лауреат Сталинской премии третьей степени (1948). Кандидат географических наук. Предпринял за свою жизнь множество экспедиций и путешествий во все районы СССР.

## Биография
Н. Н. Михайлов родился 10 (23) декабря 1905 года в Москве. Первый рассказ (о путешествии на Кавказ) опубликовал в 1927 году. Окончил Московский промышленно-экономический институт (1930). Осенью 1931 г. начал работать на кафедре экономической географии Московского института инженеров транспорта (МИИТ), впоследствии занимал должность заведующего кафедрой экономической географии МИИТ.
Работал в Ташкенте. В 1933 году М. Горький привлёк Михайлова к сотрудничеству в журнале «Наши достижения». Объехал почти весь Советский Союз, участвовал в походах и экспедициях на Памир и Тянь-Шань, после войны бывал в зарубежных поездках.
Член Ревизионной комиссии СП СССР (1954—1976).
Жена — З. В. Косенко (1908—1967), психиатр, доктор медицинских наук, соавтор его нескольких книг и автор нескольких книг о мозге (как научных, так и популярных). Сын — гидролог В. Н. Михайлов.
Н. Н. Михайлов умер 5 марта 1982 года в Москве.

## Награды и премии
- Сталинская премия третьей степени (1948) — за книгу «Над картой Родины» (1947)[3]
- Государственная премия РСФСР имени М. Горького — за книгу «Моя Россия» (1966), подготовленную к 50-летию Октябрьской революции
- орден Трудового Красного Знамени (19.01.1956)
- орден «Знак Почёта»
- медали

## Сочинения
- Хан-Тенгри, 1933 — о Тянь-Шаньской высокогорной экспедиции
- Лицо страны меняется, 1937
- Наша страна, 1945
- Земля русская, 1946
- Над картой Родины, 1947
- Иду по меридиану, 1957 — о путешествии «вдогонку за перелётными птицами»
- Американцы, 1960 (в соавторстве с З. В. Косенко)
- Японцы, 1963 (в соавторстве с З. В. Косенко)
- Моя Россия, 1966
- По стопам исполина / Худож. С. Пожарский. — М.: Политиздат, 1967. — 558 с.: ил.
- Путешествие к себе // «Новый мир», 1967, № 5
- Республика янтарная, 1970
- Чёрствые именины // «Новый мир», 1974, № 2-3 — автобиографическая повесть
- Круг земной, 1976—1980 — итоговая книга, в которой главы из повести «Чёрствые именины» перемежаются со старыми путевыми очерками автора
- Михайлов Н. Н. Круг земной / Худож. М. В. Серёгин. — М.: Советский писатель, 1980. — 512 с. — 100 000 экз.